# Baie de Tsemes
La baie de Tsemes (en russe : Цемесская бухта, Tsemesskaïa boukhta), ou baie de Novorossiïsk, est une baie libre de glace située sur le littoral de la mer Noire, dans le kraï de Krasnodar, en Russie.

## Géographie
Elle tire son nom du Tsemes, un petit fleuve côtier qui se jette dans la baie. La profondeur de la mer varie de 21 à 27 mètres. La baie est longue de 15 kilomètres et sa largeur maximale est de 9 kilomètres. Elle est bordée par la flèche de Soudjouk à l'ouest et le cap Doob à l'est.

## Histoire
Bien que la navigation soit affectée, en automne et en hiver, par des vents qui peuvent atteindre 220 km/h, la baie était fréquentée dans l'Antiquité par les navigateurs grecs qui établirent la colonie de Bata, sur ses rives. Au Moyen Âge, la côte était contrôlée par une famille de marchands de Gênes, les Ghisolfi.
Novorossiïsk fut fondée par les Russes comme un établissement militaire et un port. Plusieurs navires de la flotte de la mer Noire furent sabordés dans la baie afin d'éviter leur capture par les Allemands en 1918. La baie fut également le théâtre de plusieurs naufrages notables, dont celui de l'Amiral Nakhimov en 1986. Le port de Novorossiïsk est devenu le principal port de Russie après l'éclatement de l'Union soviétique. Il est également devenu un terminal pétrolier très actif sur la mer Noire après la création du Caspian Pipeline Consortium. La partie sud de la baie, y compris la petite station balnéaire de Kabardinka, dépend administrativement de Guelendjik.